# Pallavolo ai Giochi del Pacifico - Torneo maschile
Il torneo maschile di pallavolo ai Giochi del Pacifico è una competizione pallavolistica per squadre nazionali dei paesi che si affacciano sull'Oceano Pacifico meridionale, organizzata con cadenza quadriennale dal PCG, durante i Giochi del Pacifico.

## Edizioni
| Edizione                                                              | Edizione           | Podio           | Podio              | Podio              |
| Anno                                                                  | Organizzatore      | Campione        | Seconda            | Terza              |
| --------------------------------------------------------------------- | ------------------ | --------------- | ------------------ | ------------------ |
| Dal 1966 al 2007 la competizione è denominata Giochi del Sud Pacifico |                    |                 |                    |                    |
| 1963 Dettagli                                                         | Suva               | Tahiti          | Samoa Americane    | Figi               |
| 1966 Dettagli                                                         | Nouméa             | Tahiti          | Nuova Caledonia    | Wallis e Futuna    |
| 1969 Dettagli                                                         | Port Moresby       | Nuova Caledonia | Wallis e Futuna    | Tahiti             |
| 1971 Dettagli                                                         | Papeete            | Nuova Caledonia | Tahiti             | Samoa Americane    |
| 1975 Dettagli                                                         | Tumon              | Nuova Caledonia | Tahiti             | Samoa Americane    |
| 1979 Dettagli                                                         | Suva               | Samoa Americane | Nuova Caledonia    | Tahiti             |
| 1983 Dettagli                                                         | Apia               | Samoa Americane | Nuova Caledonia    | Tahiti             |
| 1987 Dettagli                                                         | Nouméa             | Nuova Caledonia | Samoa Americane    | Tahiti             |
| 1991 Dettagli                                                         | Port Moresby e Lae | Samoa           | Samoa Americane    | Tahiti             |
| 1995 Dettagli                                                         | Papeete            | Tahiti          | Nuova Caledonia    | Figi               |
| 1999 Dettagli                                                         | Hagåtña            | Tahiti          | Figi               | Nuova Caledonia    |
| 2003 Dettagli                                                         | Suva               | Tahiti          | Nuova Caledonia    | Wallis e Futuna    |
| 2007 Dettagli                                                         | Apia               | Wallis e Futuna | Tahiti             | Nuova Caledonia    |
| Dal 2011 la competizione è denominata Giochi del Pacifico             |                    |                 |                    |                    |
| 2011 Dettagli                                                         | Nouméa             | Wallis e Futuna | Tahiti             | Papua Nuova Guinea |
| 2015 Dettagli                                                         | Port Moresby       | Wallis e Futuna | Nuova Caledonia    | Tahiti             |
| 2019 Dettagli                                                         | Apia               | Tahiti          | Wallis e Futuna    | Nuova Caledonia    |
| 2023 Dettagli                                                         | Honiara            | Tahiti          | Papua Nuova Guinea | Samoa              |

## Medagliere
| Pos. | Squadra            | 1º posto | 2º posto | 3º posto | Totale |
| ---- | ------------------ | -------- | -------- | -------- | ------ |
| 1    | Tahiti             | 7        | 4        | 6        | 16     |
| 2    | Nuova Caledonia    | 4        | 6        | 3        | 13     |
| 3    | Wallis e Futuna    | 3        | 2        | 2        | 7      |
| 4    | Samoa Americane    | 2        | 3        | 2        | 7      |
| 5    | Samoa              | 1        | 0        | 1        | 2      |
| 6    | Figi               | 0        | 1        | 2        | 3      |
| 7    | Papua Nuova Guinea | 0        | 1        | 1        | 2      |